# Harald Stehr
Harald Stehr (ur. 30 kwietnia 1980) – niemiecki szablista, brązowy medalista mistrzostw świata.
Podczas mistrzostw świata w Lizbonie w 2002 roku Niemcy w składzie: Dennis Bauer, Michael Herm, Harald Stehr i Alexander Weber zdobyli brązowy medal w turnieju drużynowym. Był też między innymi czwarty drużynowo na mistrzostwach świata w Nîmes w 2001 roku i mistrzostwach świata w Hawanie w 2003 roku.
Nigdy nie wziął udziału w igrzyskach olimpijskich.